# Ichthyoxenus asymmetrica
Ichthyoxenus asymmetrica là một loài chân đều trong họ Cymothoidae. Loài này được Ahmed miêu tả khoa học năm 1970.